# Orgel der Petrikirche (Riga)

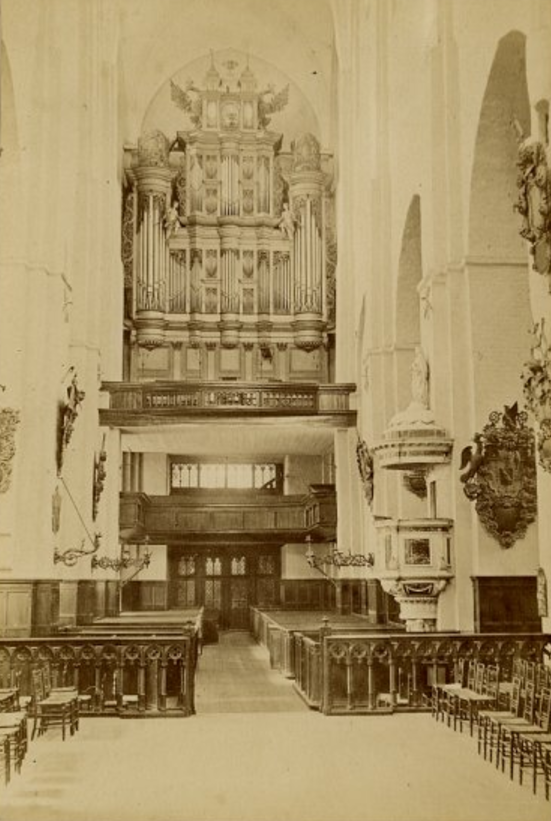
Kloosen-Orgel (Fotografie von vor 1887)

Die Orgel der Petrikirche in Riga ist ein internationales Orgelneubauprojekt für die Petrikirche in Riga. Eine deutsch-lettische Bürgerinitiative ist seit 2016 aktiv, die barocke Orgel von Gottfried Kloosen aus dem Jahr 1734 von der Dresdner Orgelwerkstatt Wegscheider rekonstruieren zu lassen. Das Instrument soll entsprechend der ursprünglichen Konzeption von Kloosen über 43 Register auf drei Manuale und Pedal verfügen.

## Geschichte

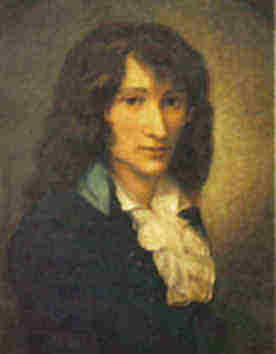
Johann Gottfried Müthel spielte auf der Kloosen-Orgel

Die Petrikirche gehört zu den ältesten und größten Gotteshäusern im Baltikum, ist die Reformationskirche der über 800 Jahre alten Hansestadt Riga, der Hauptstadt Lettlands, und mit ihrem markanten Barockturm ein Wahrzeichen der Stadt.
Die Geschichte der Kirche ist durch eine herausragende musikalische Tradition geprägt, deren berühmtester Repräsentant der Organist Johann Gottfried Müthel ist, der letzte Schüler Johann Sebastian Bachs. Er spielte auf der 1734 fertiggestellten Barockorgel des Orgelbauers Kloosen.
(Johann) Gottfried Kloosen (auch Cloosen, Closs und Kloss) stammte aus Meffersdorf. Er war mutmaßlich ein Schüler des Orgelbauers Andreas Hildebrandt und wirkte ab den 1720er-Jahren im Baltikum. Im Jahr 1720/1721 reparierte er die Orgel der Niguliste kirik in Tallinn. Von 1728 bis 1740 war er Organist an der Johanneskirche in Riga. Seit 1728 sind seine Tätigkeiten in der Petrikirche zu Riga nachgewiesen, für die er 1734 nach vier Jahren Bauzeit eine neue Orgel fertigstellte. Sie war nach seinem Instrument im Dom zu Riga seinerzeit die zweitgrößte Orgel der Stadt. Im Stadtarchiv Rigas wird zur Bauzeit, der Registerzahl und den Kosten Folgendes gesagt:

„Weil hiezu aber viele Mittel und Zeit erfordert wurde, so konte auch allererst im Jahr 1733 die Orgel, als eines der nohtwendigsten Stücke, zu Stande gebracht werden. Es wurde diese Orgel, welche von dem Orgelbauer Gottfried Klossen innerhalb vier Jahren verfertiget worden, den 23. Septembris des vorgedachten 1733sten Jahres zum erstenmahl gerühret. Selbige bestehet überhaupt aus dreyen Clavieren und 41 Stimmen, davon 12 in das Hauptmanual, 10 in das Oberwerck, 9 in das Brustwerck 9 und 10 in den Pedal vertheilet. Der OrgelBauer hat, laut des darüber mit der KirchenAdministration 1729 den 30. Septembris errichteten Contracts, für seine Arbeit und dazu erforderliche Materialien 4200 Rthl. Albr. nebst einer vierjährigen freyen Wohnung erhalten. Der Bildhauer Hinrich von Bergen hat für seine Arbeit 210 Rthl. Albr. bekommen. Und hat diese Orgel in allem ohngefehr 5350 gekostet.“

Kloosen reparierte 1738 die Domorgel. Anschließend übersiedelte er nach Görlitz, wo er am 6. Februar 1740 das Bürgerrecht erwarb.
Die Firma Walcker ersetzte im Jahr 1886 die Kloosen-Orgel durch ein romantisches Instrument. Im Zweiten Weltkrieg wurde die Kirche 1941 schwer beschädigt, die Orgel verbrannte mit der gesamten Kirchenausstattung. 1984 war das Kirchengebäude restauriert und der Turm wieder aufgebaut. Die Orgelempore blieb jedoch leer.
Im Jahr 2011 wurde ein Orgelverein gegründet, der die Pläne zur Wiederherstellung der Barockorgel in dem Jahr erstmals der Öffentlichkeit vorstellte. Die Planungen und die Rekonstruktion wurden dem Dresdner Orgelbauer Kristian Wegscheider übertragen. Der lettische Architekt Peteris Blums, der der Projektbeauftragte ist, legte 2017 den Behörden der Stadt Riga das bautechnische Gutachten vor.
Fachleute bezeichnen das Vorhaben als interessantes europäisches Orgelprojekt. Als barockes Gegenstück zur großen romantischen Orgel im Dom erhält Riga ein Instrument für die reiche Vielfalt der barocken Orgelmusik.

## Forschung und Rekonstruktion
Durch die bereits zahlreich vorliegenden Forschungen über das musikalische Konzept und das äußere Erscheinungsbild der Kloosen-Orgel ist es möglich, dieses Instrument wiedererstehen zu lassen. Vorgesehen ist eine Begleitung durch weiterführende wissenschaftliche Forschung durch das Baltische OrgelCentrum Stralsund und durch weitere Sachverständige.

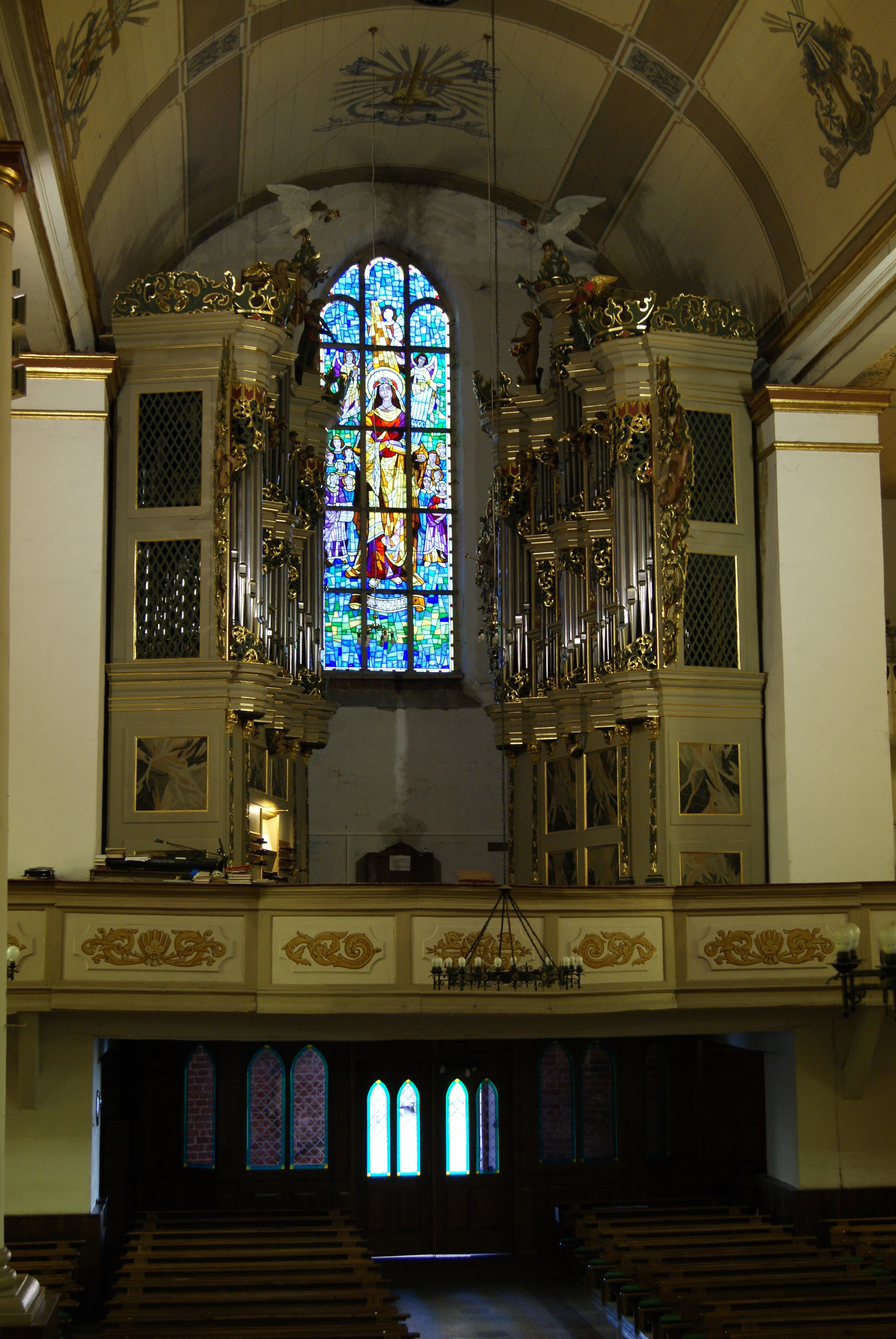
Hildebrandt-Orgel in Pasłęk von 1719

Die grundsätzliche technische und musikalische Konzeption und auch die optische Gestalt der Kloosen-Orgel sind weitgehend bekannt. Die genauen Details dieser Orgel von 1734 bedürfen jedoch noch weitergehender Forschungen. Dazu gehören auch Untersuchungen von Orgeln aus dem zeitlichen und regionalen Umfeld, die für Analogieschlüsse herangezogen werden müssen. Die Kloosen-Orgel spiegelt exemplarisch den Geist der damaligen musikalischen Entwicklung wider. Gottfried Kloosen fügte seiner Barockorgel signifikante Erweiterungen hinzu. Ein hervorragendes Beispiel des damaligen Orgelbaus mit Ähnlichkeiten zur Kloosen-Orgel bietet die Hildebrandt-Orgel in der Pfarrkirche St. Bartholomäus in Pasłęk/Preußisch Holland (Polen).
Weiterhin ist eine wissenschaftliche begleitende Forschung zum Umfeld des Orgelbauers Kloosen, dessen Herkunft und möglichem Schaffen notwendig. Das Archiv in Marburg bietet einige Fotos des alten Gehäuses und des Zierrats. Der Orgelbau in Danzig im frühen 18. Jahrhundert und vergleichende Studien in Mitteldeutschland bieten gute Analogien.
In Zusammenarbeit mit geeigneten Holzbildhauern und Restauratoren könnte die bildkünstlerische Ausstattung der Orgel wiedererstehen. Dazu ist eine unmittelbare Zusammenarbeit mit den Orgelbauhandwerkern notwendig. Die aufwendige Rekonstruktion des gesamten Schnitzwerkes, einschließlich der notwendigen Modelle der beiden großen Engelsfiguren wurde von zwei verschiedenen Holzbildhauern eingeschätzt.
Mit der Rekonstruktion dieses historischen Instrumentes wird nicht nur ein wertvoller Beitrag zur Dokumentation der Musikgeschichte geleistet, sondern auch ein praktisches Musikinstrument geschaffen, das in Gottesdiensten und in Konzerten das heutige musikalische Leben der Stadt bereichern kann.
Bei der Rekonstruktion der Kirche nach dem Zweiten Weltkrieg wurde zwar die Orgelempore mit rekonstruiert, nicht aber die darunterliegende Sängerempore, die für die Gestaltung der Westwand der Kirche von großer Wichtigkeit ist. Die Rekonstruktion dieser Musikempore gehört im weitesten Sinne zur Rekonstruktion der gesamten Orgelanlage dazu, denn die Empore kann in Zusammenhang mit der Orgel musikalisch genutzt werden.

## Konzeption der Barock-Orgel

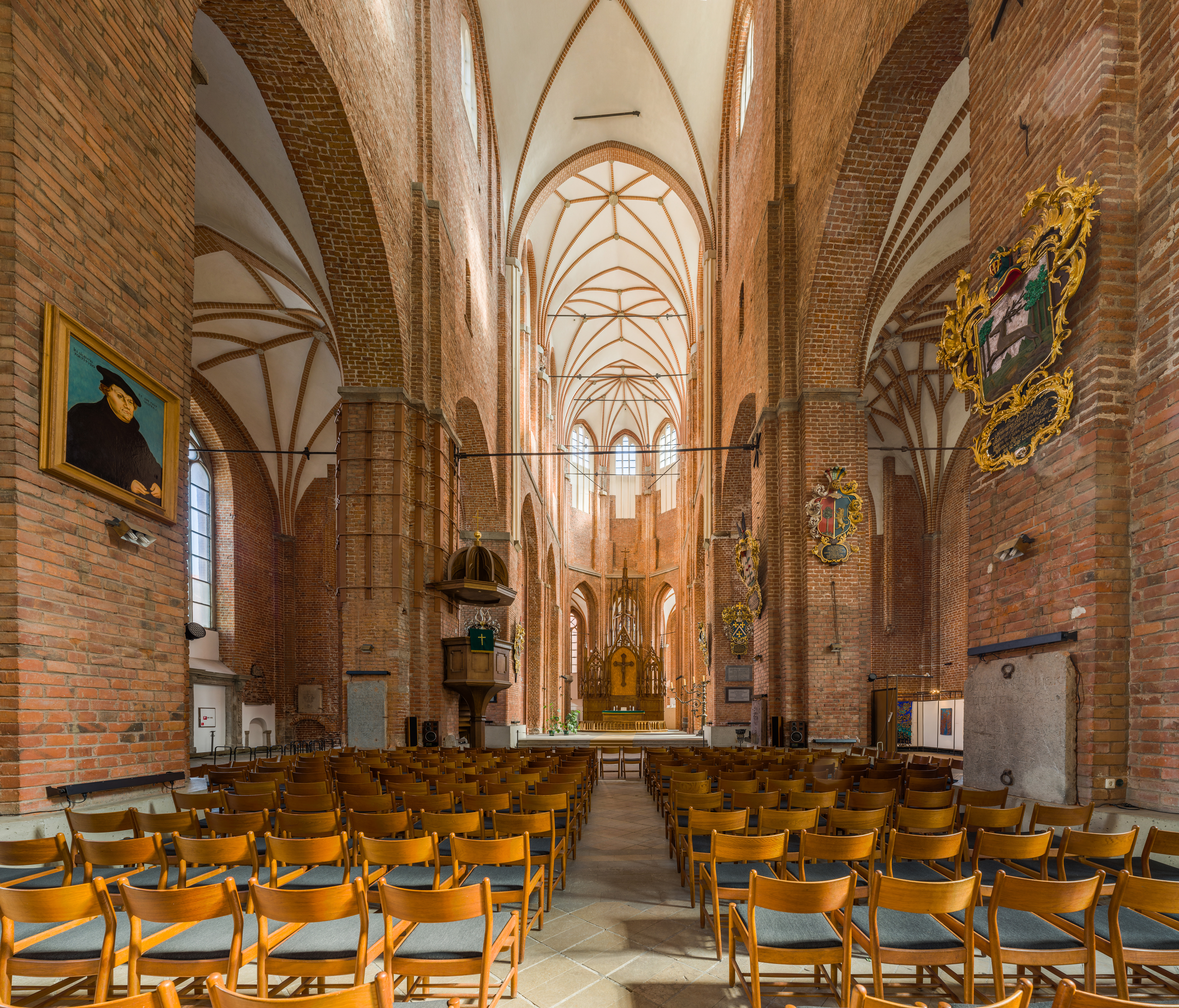
Innenraum von St. Petri in Riga (2014, ohne Orgel)

Auf der Suche nach dem „wahren Klang“, einem Anliegen spätestens seit den Bemühungen der historisch informierten Aufführungspraxis, sollen für die geplante Orgelrekonstruktion möglichst viele Parameter vereint werden. Internationale Instrumentenbauer und praktizierende Musiker sollen in interdisziplinärer Weise dazu beitragen, einem solchen Ideal nahe zu kommen. Speziell im Orgelbereich hat die sog. Orgelbewegung in den 1920er-Jahren, die nach dem Zweiten Weltkrieg eine weitere Blütezeit erfuhr, zwar bahnbrechende Vorarbeit geleistet, aber in ihrer Glorifizierung der Barockorgel, besonders des Schnitgerschen Typs, eine nicht hilfreiche Polarisierung betrieben. Heute wird einer sachlicheren Differenzierung Raum gegeben.
Angesichts der Nachteile einer „Universalorgel“ liegt in einer stilistisch definierten Orgel in der größeren Farbigkeit und Detail-Nuancierung der Reiz. Auch eine „Barock-Orgel“, unberücksichtigt der näheren Eingrenzung gerade im Vergleich zu bildender Kunst, Architektur und Dichtung, ist über ihre vermeintlich eng gesetzten Grenzen hinaus vielfältiger einsetzbar. Das Zeitalter des Barock ist und bleibt in der Geschichte der Orgel (klanglich wie auch technisch) und ihrer Musik (kompositorisch und gattungspluralistisch) ein Kulminationspunkt, zu dem hin eine Entwicklung stattfand, die eine lang anhaltende Nachwirkung hatte.
Eine reichhaltig ausgestattete Barockorgel enthält meist sowohl rückwärts gewandte Klänge (z. B. kurzbechrige Zungen und obertönige Aliquotregister) wie auch in die damalige Zukunft blickende Klangfarben (z. B. Streicher und überblasende Register). Ein solcherart umfassender Typ ist über einen längeren Zeitraum vorherrschend gewesen. Die barocke Orgel lebt von der Vielfarbigkeit sowohl der (Spät-)Renaissance, die das vokale Ideal der Gesanglichkeit der Prinzipale einschließt, als auch des hochbarocken Instrumentariums, was sich in vielen Registerbenennungen als Nachempfindungen diverser Ensemble- und Soloinstrumente widerspiegelt.
Darum erlaubt eine in dieser Weise disponierte Barockorgel, abgesehen von ihrer Kompatibilität mit zeitgleichem Repertoire, ohne weiteres die Darstellung früherer Stile bis hin zur Musik des Rokoko und Frühromantik. Diese Multifunktionalität macht die Attraktivität einer Barockorgel aus, die Restaurierungen, Rekonstruktionen und Neubauten ein Motivations-Anschub sein kann.

## Disposition
Die ursprüngliche Disposition der Kloosen-Orgel ist bekannt. Die rekonstruierte Orgel wird entsprechend über 43 Register verfügen, die auf drei Manuale und Pedal verteilt sind:
| I Hauptwerk C–d3 |        |
| Quintadena       | 16′    |
| Principal        | 8′     |
| Rohrflöte        | 8′     |
| Gemshorn         | 8′     |
| Oktava           | 4′     |
| Gemshorn         | 4′     |
| Quinta           | 3′     |
| Oktava           | 2′     |
| Terz             | 1 3⁄5′ |
| Mixtur IV        |        |
| Cimbel III       |        |
| Trompete         | 8′     |

| II Oberwerk C–d3  |    |
| Principal         | 8′ |
| Gedackt           | 8′ |
| Viola da Gamba    | 8′ |
| Oktava            | 4′ |
| Flute traversiere | 4′ |
| Kleingedackt      | 4′ |
| Nasat             | 3′ |
| Flöte             | 2′ |
| Mixtur III        |    |
| Baar Pfeifen      | 8′ |
| Vox humana        | 8′ |

| III Brustwerk C–d3 |    |
| Gedackt            | 8′ |
| Quintadena         | 8′ |
| Principal          | 4′ |
| Flute douce        | 4′ |
| Salicional         | 4′ |
| Spitzflöte         | 2′ |
| Sedecima           | 1′ |
| Cimbel III         |    |
| Cornettino IV      |    |
| Hautbois           | 8′ |

| Pedal C–d1   |     |
| Principal    | 16′ |
| SubBass      | 16′ |
| Quinta       | 12′ |
| Violoncello  | 8′  |
| Oktava       | 8′  |
| Super-Oktava | 4′  |
| Klein-Oktava | 2′  |
| Mixtur IV    |     |
| Posaune      | 16′ |
| Trompete     | 8′  |

## Förderungen
Die Kosten für die Rekonstruktion der Orgel belaufen sich voraussichtlich auf 1,5 Millionen Euro.
Die Trägerschaft und die bauliche Organisation des Projektes übernimmt die lettische Stiftung „Orgel-Stiftung Petri-Kirche Riga“ (lettisch: Rīgas Sv. Pētera baznīcas ērģeļu fonds), die sich aus deutschen und lettischen Mitgliedern zusammensetzt. Schirmherr ist der Geiger Gidon Kremer.
Die Stiftung wurde 2011 gegründet und folgt dem Anliegen, die musikalische Tradition der Barockmusik zu erhalten. Neben den Aufgaben im Rahmen der Orgel-Rekonstruktion möchte die Stiftung dabei die deutsch-lettische Zusammenarbeit fördern. Ebenso möchte sie den internationalen Austausch von Organisten und weiteren Künstlern sowie interessierten Förderern des Projektes unterstützen.
Im Jahr 2016 wurde der deutsche „Förderverein Orgel Petri-Kirche Riga e. V.“ gegründet, um die lettische „Orgel-Stiftung-Petrikirche Riga“ als bauausführende Instanz des Projekts wirkungsvoll zu unterstützen. Der Förderverein ist nach deutschem Recht als gemeinnützig anerkannt. Die ordnungsgemäße Verwendung der gesammelten Gelder wird in einem jährlichen Finanzbericht nachgewiesen. Im Sinne seiner Zielsetzung unterstützt der Verein auch internationale Begegnungen von Orgelmusikern und -fachleuten sowie weiteren Künstlern zur Förderung bedeutender musikalischer Traditionen.
Eine erste Vorstellung des Projektes fand im Oktober 2011 in der St.-Petri-Kirche in Riga statt. Benefizveranstaltungen folgten 2012 in der Botschaft der Republik Lettland in Berlin, 2013 in der Schweiz, Berlin und Riga, 2014 in Bremen, 2015 in der Berliner Pfarrkirche Zur frohen Botschaft.
Im Rahmen des Evangelischen Kirchentages in Berlin – Wittenberg informierte vom 25. bis 27. Mai 2017 ein Stand auf dem Markt der Möglichkeiten in den Messehallen Berlin über das Projekt.